# Stefan Haar
Stefan Haar (* 18. September 1948 in Hamburg) ist ein ehemaliger bekannter deutscher Schauspieler der 1950er-Jahre. Dem  Kindesalter entwachsen strebte er keine Schauspielkarriere an.
Er ging weiter zur Schule bis zum Abitur. In Hamburg studierte er Geowissenschaften und arbeitete danach für die Hamburger Hafenbehörde. Heute lebt er mit seiner Familie in Nordfriesland.
Er war neben Oliver Grimm, Roland Kaiser und Michael Ande einer der begehrtesten männlichen Kinderstars der 1950er-Jahre. Haar spielte in folgenden Filmen mit: Vater braucht eine Frau (1954), Suchkind 312 (1955), Das Donkosakenlied (1956), Skandal um Dr. Vlimmen (1956), Das einfache Mädchen (1957) und Grabenplatz 17 (1958).